# Leyanis Pérez
Leyanis Pérez Hernández (ur. 10 stycznia 2002) – kubańska lekkoatletka, specjalizująca się w trójskoku.

## Życiorys
Pochodzi z prowincji Pinar del Río. Odkryta przez trenera Ochandorenę, w wieku 10 lat rozpoczęła naukę w szkole sportowej. Początkowo trenowała skok wzwyż i trójskok. W 2018 roku zdecydowała się ostatecznie kontynuować swoją karierę w tej drugiej dyscyplinie. Ma siostrę bliźniaczkę Lidianis, która gra w piłkę ręczną. W 2021 roku zdobyła złoty medal juniorskich igrzysk panamerykańskich w Cali. W 2023 obroniła złoty medal tej imprezy, tym razem w zawodach seniorskich. W tym samym roku zwyciężyła w mityngu Diamentowej Ligi w Rabacie, zdobyła srebrny medal Igrzysk Ameryki Środkowej i Karaibów, oraz została brązową medalistką mistrzostw świata w Budapeszcie. W 2024 zdobyła srebrny medal halowych mistrzostw świata w Glasgow, i zwyciężyła w zawodach Prefontaine Classic w Eugene. Wygrała również mityng Diamentowej Ligi w Sztokholmie.